# Paraskevopoulos (Mondkrater)
Paraskevopoulos ist ein Einschlagkrater auf der Mondrückseite.
Der Krater liegt im Nordteil der erdabgewandten Mondseite, südlich des riesigen Kraters Birkhoff, unweit von Carnot in östlicher Richtung. In südwestlicher Richtung trifft man auf  Montgolfier.
Der Kraterrand ist stark erodiert, im Osten wird er vom Nebenkrater Paraskevopoulos H überlagert.
Der Nebenkrater E liegt im Kraterinneren, nordöstlich des Kratermittelpunktes. Im westlichen Teil des Kraterinneren sind Teile des ursprünglichen ebenen Kraterbodens erhalten.

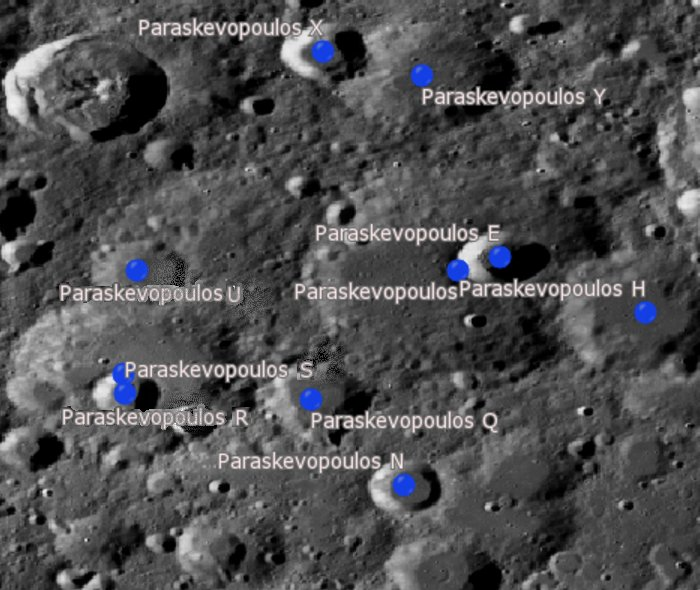
Paraskevopoulos mit seinen Nebenkratern

Paraskevopoulos hat neun Nebenkrater:
| Buchstabe | Position            | Durchmesser | Link |
| --------- | ------------------- | ----------- | ---- |
| E         | 50,28° N, 149,73° W | 26 km       |      |
| H         | 49,47° N, 147,6° W  | 55 km       |      |
| N         | 46,93° N, 151,14° W | 24 km       |      |
| Q         | 48,19° N, 152,5° W  | 34 km       |      |
| R         | 48,28° N, 155,24° W | 21 km       |      |
| S         | 48,57° N, 155,26° W | 71 km       |      |
| U         | 50,09° N, 155,07° W | 30 km       |      |
| X         | 53,29° N, 152,32° W | 26 km       |      |
| Y         | 52,95° N, 150,88° W | 48 km       |      |

Der Krater wurde 1970 von der IAU offiziell nach dem griechischen Astronomen John Stefanos Paraskevopoulos benannt.